# 一樹梨花壓海棠
是一部1962年出品的美國喜劇劇情電影，由史丹利·庫柏力克執導，改編自俄裔美籍作家弗拉基米爾·納博可夫在1955年發表的同名小說《羅莉塔》。
劇情敘述由詹姆士·梅遜所飾演的中年男子杭柏·杭柏特（Humbert Humbert），與當年14歲的女演員苏·莱恩所飾演的桃樂莉·海茲（Dolores Haze，小名「羅莉塔」）之間所發生之老少戀。
電影由于其受爭議的主題在上映後造成極大的迴響，並獲得當年多項奧斯卡金像獎與金球獎獎項的提名，而蘇·麗安也靠此片贏得該年的金球獎最佳新進演員獎（Golden Globe Award for Most Promising Newcomer）。儘管參與腳本和製作電影的納博科夫緩和了許多性方面的呈現，飾演蘿莉塔的苏·莱恩依然被影響到往後的戲路，被侷限於演出性感女性的角色，也間接影響到不順遂的感情路。在晚年時她說過：「我的人生被《一樹梨花壓海棠》毀了。」庫柏力克則於多年後表示，倘若他完全了解審查制度的限制有多嚴格，他懷疑是否還會嘗試製作這部電影。

## 電影中文譯名
此片港台星馬譯名《一樹梨花壓海棠》乃出自中國古代民間詩句，最早可見於明代蔣一葵《堯山堂外紀》卷九十七「王寵」條中所載浙人嘲老來納妾者之詩句曰：「二八佳人七九郎，婚姻何故不相當。紅綃帳裡求歡處，一朵梨花壓海棠。」經學者考證，「一樹梨花壓海棠」句並非如傳言所指出自北宋蘇軾所作、用來調侃好友張先在八十歲時迎娶十八歲小妾的一首七言絕句，而只是後人比附蘇軾所致。

## 剧情
在一座偏僻的豪宅里，克莱尔·奎迪醉醺醺地、不知所云地弹奏肖邦的A大调波兰舞曲作品40第1号，随后他被中年欧洲法国语言文学教授杭柏·杭柏特枪杀。
四年前，杭柏特来到新罕布什尔州的拉姆斯代尔，准备在俄亥俄州比尔兹利学院开始教职之前度过一个夏天。他寻找出租的房间，遇到了一位黏腻、性欲不满的寡妇夏洛特·海茲，她邀请他住在她家。杭柏特拒绝了，直到看到她14岁的女儿桃樂莉，昵称为“羅莉塔”，杭柏特立刻对她产生了迷恋。
为了接近羅莉塔，杭柏特接受了夏洛特的提议，成为了海茲家的房客。然而，夏洛特想要独占杭柏特的时间，并告诉他她会把羅莉塔送到一个全女生的夏令营度过整个夏天。在海茲一家离开去夏令营后，女佣给杭柏特递来了一封夏洛特的信，信中她表白了对他的爱，并要求他立即搬走，除非他也有同样的感觉。信中写道，如果杭柏特在她回来时还在家里，夏洛特就会知道他的爱得到了回应，并要求他娶她。尽管杭柏特在阅读这封既悲伤又夸张的信时大笑不已，但他还是娶了夏洛特。
在孩子不在的情况下，这对夫妻关系恶化：忧郁的杭柏特变得更加沉默寡言，而夏洛特则越来越不满和烦躁。夏洛特发现了杭柏特的日记，日记中详细描述了他对羅莉塔的热情，并形容夏洛特为“令人厌恶”和“无脑”。在一阵怒火中，她跑到外面，却被一辆车撞死了。
杭柏特去接羅莉塔回家；她还不知道她的母亲已经去世了。他们在一家酒店过夜，酒店因为接待参加一个警察大会的警察们而人满为患。一个爱纠缠的陌生人硬是插入了杭柏特的谈话，不断把话题引向杭柏特那“美丽的小女儿”，她正在楼上睡觉。这个陌生人暗示自己也是一名警察，并反复强调他认为杭柏特是“普通的”。杭柏特逃过了这个人的纠缠。第二天早上，杭柏特和羅莉塔玩她在营地学到的“游戏”，暗示他们发生了性关系。第二天，杭柏特向羅莉塔坦白她的母亲并不是在生病住院，而是已经去世。悲痛的羅莉塔决定和杭柏特在一起。他们开始了一次横跨全国的旅行，在酒店到汽车旅馆过夜。在公共场合，他们以父女身份相处。
秋天，杭柏特到比尔兹利学院报到，并让羅莉塔在那里的高中就读。不久后，人们开始怀疑这对父女之间的关系。杭柏特担心她参与学校戏剧和男同学的交往。一天晚上，他回到家，发现一个爱纠缠的陌生人泽姆夫医生坐在他黑暗的客厅里。泽姆夫带着浓重的德国口音声称自己是羅莉塔学校的心理学家，并想讨论她对“生活真相”的了解。他说服杭柏特允许羅莉塔参加学校的戏剧，她被选为主角。
在观看演出时，杭柏特得知羅莉塔在谎报她周六下午的去向，她声称自己在练琴。他们吵了一架，杭柏特决定离开比尔兹利学院，再次带羅莉塔上路。羅莉塔起初反对，但突然改变了主意，并表现得非常热情。一上路，杭柏特意识到他们被一辆神秘的车跟踪，这辆车从未消失，但也从未赶上。当羅莉塔生病时，他把她送到医院。然而，当他回去接她时，她已经不见了。护士告诉他，她和另一名声称是她叔叔的男人离开了。杭柏特心碎不已，没有她失踪或下落的任何线索。
几年后，杭柏特收到一封署名理查德·T·席勒夫人的信，羅莉塔的婚后名字。她写道自己现在嫁给了一个名叫迪克的男人，怀孕了，急需钱。杭柏特前往他们的家，要求她告诉他三年前是谁绑架了她。她告诉他是克莱尔·奎迪，就是跟踪他们的人。奎迪是一个著名的剧作家，曾与她的母亲在拉姆斯代尔有过一段情。她表示奎迪也是假扮成泽姆夫博士的那个爱纠缠的陌生人，那个总是与他们纠缠不清的人。羅莉塔承认她曾对奎迪迷恋，并在比尔兹利学院与他有过一段情，然后当他承诺给她一个好莱坞合同时，她就跟他离开了医院。然而，他随后要求她加入他的波西米亚生活方式，还要参与他的“艺术”电影，她拒绝了。
杭柏特请求羅莉塔离开席勒，和他一起走。她拒绝了，并提醒他还有三个月孩子要出生，但仍为曾经的欺骗行为感到抱歉。杭柏特给了羅莉塔$13,000，并解释这是她母亲房屋出售所得。他离开羅莉塔去找奎迪对峙。字幕说明杭柏特在等待奎迪谋杀案审判时因冠状动脉血栓去世。

## 主要演员
- 詹姆士·梅遜饰演杭柏·杭柏特
- 雪莉·温特斯饰夏洛特·海茲
- 苏·莱恩饰演桃樂莉·海茲
- 彼得·塞勒斯饰演克莱尔·奎迪

## 制作

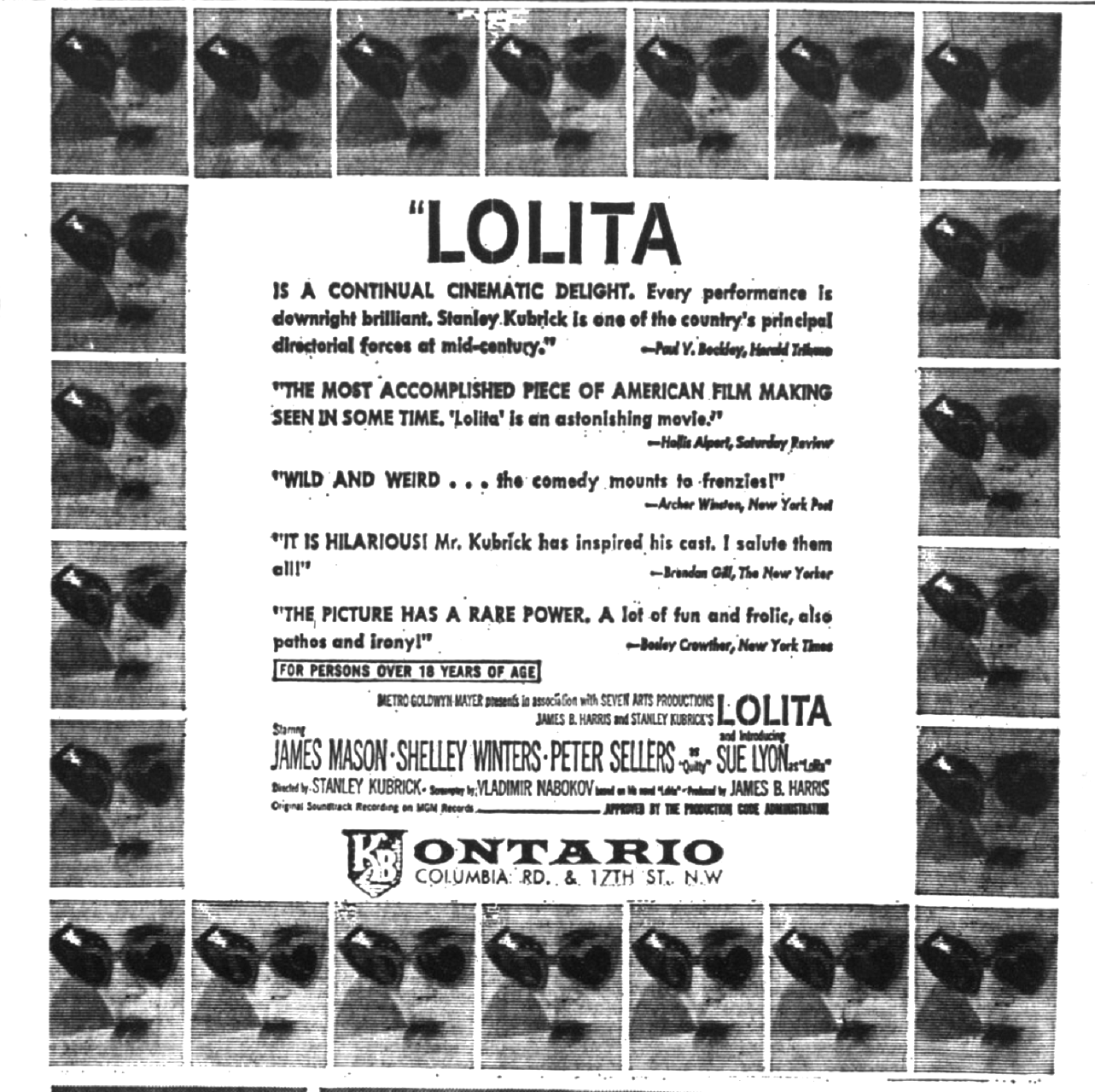
1962年院线广告

斯坦利·库布里克和詹姆斯·哈里斯获得了弗拉基米尔·纳博科夫的小说《羅莉塔》的拍摄权，这是一部被认为无法拍摄成电影的小说。该小说于1955年9月首次在巴黎由莫里斯·吉罗迪亚斯的奥林匹亚出版社出版，该出版社专门出版色情文学作品。最初被视为“淫秽书籍”的《羅莉塔》，在文学审查制度盛行的时代，出版商可能会因此面临监禁和罚款，直到1958年8月才由G.P.普特南之子出版社在美国出版，此时它已逐渐建立了文学声誉。
纳博科夫在主流出版社拒绝后将小说提交给吉罗迪亚斯。直到格雷厄姆·格林在《伦敦星期日时报》将其评为1955年三大最佳书籍之一，这本书才获得了评论回应。《伦敦星期日快报》编辑约翰·戈登回应格林，称其为“我读过的最污秽的书籍”和“纯粹的无节制色情作品”。内政部认定该书为色情作品，并指示英国海关官员扣押所有进入英国的副本。法国禁书两年（1956-58）。《羅莉塔》直到1959年才在英国出版。
1958年11月，当马龙·白兰度将库布里克从《龍虎恩仇》项目中解雇时，导演发布新闻稿称他“深感遗憾”地辞去了白兰度的电影，以便“开始拍摄《一樹梨花壓海棠》”。库布里克受柯克·道格拉斯聘请，接替导演安東尼·曼执导史诗片《風雲羣英會》；他和哈里斯直到1961年才将《一樹梨花壓海棠》投入制作。库布里克导演的《風雲羣英會》由劳伦斯·奥利维尔和皮特·乌斯蒂诺夫主演，他曾考虑让他们在《一樹梨花壓海棠》中担任角色。部分影片在英国和纽约奥尔巴尼拍摄。

### 导演
在纳博科夫的同意下，库布里克改变了事件发生的顺序，将小说的结局移到电影的开头。库布里克认为虽然这样牺牲了一个很棒的结局，但有助于保持观众的兴趣，因为他认为小说在杭柏特“诱惑”羅莉塔之后兴趣减弱了。
后半部分有一次横跨美国的旅程，虽然小说设定在1940年代，但库布里克赋予其当代背景，在英国拍摄了许多外景，并在美国拍摄了一些背投场景，包括纽约州东部的阿迪朗达克山脉沿NY 9N公路的景色，以及从哈德逊河东岸的伦斯勒俯瞰奥尔巴尼的山顶景色。
一些次要角色由加拿大和美国演员扮演，如塞克·林德、洛伊絲·馬克斯韋爾、傑瑞·史托文和黛安娜·德克，他们当时都在英国。库布里克必须在英国拍摄，因为电影的许多资金是在那里筹集的，条件是也必须在那里花费。此外，自1961年以来，库布里克一直住在英国，并且有严重的飞行恐惧症。希尔菲尔德城堡在影片中作为奎迪的“恐惧庄园”出镜。

### 选角
詹姆士·梅遜是库布里克和制片人哈里斯心目中扮演杭柏·杭柏特的首选，但他最初因百老汇的演出而拒绝，同时推荐他的女儿波特兰来扮演羅莉塔。库布里克的《風雲羣英會》主演劳伦斯·奥利维尔被提议担任这个角色，但他在经纪人的建议下拒绝了这一角色。
库布里克随后考虑了皮特·乌斯蒂诺夫，他因《風雲羣英會》获得奥斯卡奖，但最终决定不选他。哈里斯建议大衛·尼文，他接受了这个角色，但因担心电视节目《四星剧场》的赞助商会反对这一题材而退出。诺埃尔·科沃德和雷克斯·哈里遜也被考虑过。
当梅遜退出舞台剧时，他得到了杭柏·杭柏特的角色。
克莱尔·奎迪的角色比小说中大大扩展，库布里克允许塞勒斯在整部电影中采用各种伪装。影片早期，奎迪以自负的前衛剧作家的身份出现，表现出优越感。后来他在旅馆的门廊上扮演了一个好奇的警察，在那里杭柏特和羅莉塔住在一起。接下来他是一个爱纠缠的比尔兹利高中的心理学家泽姆夫医生。他说服杭柏特让羅莉塔在放学后有更多的自由活动。他还作为摄影师出现在羅莉塔的戏剧后台。后来他又是一个匿名的电话调查员。
吉爾·霍沃思被邀请扮演羅莉塔的角色，但她与奥托·普雷明格签订了合同，他说“不”。海莉·米尔斯被邀请扮演这一角色，但她的父母拒绝了。喬伊·希瑟頓、桑德拉·狄和塔斯黛·韦尔德也都是潜在的候选人。
尽管弗拉基米尔·纳博科夫最初认为苏·莱恩是扮演羅莉塔的正确人选，但几年后纳博科夫表示，理想的羅莉塔应该是法国年幼女演员凱瑟琳·德蒙若，她在路易·馬盧1960年的电影《地铁里的莎姬》中扮演了莎姬一角。德蒙若比莱恩小四岁。

### 莱恩的年龄
制片人詹姆斯·哈里斯解释说，14岁的苏·莱恩，看起来比实际年龄要大，被选中是因为“我们知道我们必须让[羅莉塔]成为一个性感的对象……这样观众才能理解为什么所有人都想扑向她”。他还在2015年的《电影评论》杂志采访中说：“我们在选角时确保她绝对是一个性象征，而不是可以被解释为变态的对象。”
哈里斯说，他和库布里克透过选角改变了纳博科夫的书，因为“我们希望它成为一个爱情故事，并且对杭柏特非常同情。”

### 审查
在电影上映时，分级制度尚未实施，1930年代的《电影制作守则》规范着电影制作。当时的审查制度限制了库布里克的导演创作；库布里克后来评论说，“由于当时的制作法典和天主教正派軍團的压力，我认为我没有充分地將杭柏特与羅莉塔关系的情色方面改編成劇本。如果我能重新制作这部电影，我会像纳博科夫那样强调他们关系的情色成分。”库布里克通过双关语和视觉暗示间接暗示了他们关系的性质，比如杭柏特为羅莉塔涂脚趾甲。1972年的《新闻周刊》采访中（1968年末评级系统推出之后），库布里克表示，如果事先知道审查问题有多难，他“可能不会制作这部电影”。
影片对羅莉塔的年龄故意模糊。库布里克评论说：“我认为有些人心目中有一个九岁的形象，但羅莉塔在书中是十二岁半；苏·莱恩十三岁。”实际上，莱恩在开拍时已经14岁，拍完时15岁。尽管无需删减便得以通过审查，《一樹梨花壓海棠》还是在1962年英國電影審查委員會的评级中被评为“X级”，即不允许16岁以下观众观看。

### 旁白
杭柏特用“性感少女”（nymphet）一词来形容羅莉塔，这在小说中有所解释和使用；影片中出现了两次，但没有解释其含义。在拉姆斯代尔高中舞会后的第二天早上，杭柏特在日记中用旁白说道：“让我疯狂的是这种性感少女的双重性，或者说每个性感少女的双重性，我的羅莉塔在这种温柔、梦幻的孩子气与一种怪异的庸俗之间的混合。我知道写这个日记是疯狂的，但做这件事让我感到一种奇怪的兴奋。只有一位深爱的妻子才能解读我微小的字迹。”

### 剧本改编
剧本的署名是纳博科夫，尽管他提供的内容（后来以缩短版出版）很少被实际用于电影中。纳博科夫在小说成功后，搬到好莱坞，并在1960年3月至9月期间为电影改编撰写了剧本。初稿非常长——超过400页。制片人哈里斯评论道，“你拍不了。你都拿不动它。”纳博科夫在公开场合对这部电影保持礼貌，但在1962年觀看這部電影之前的一次採訪中评论道，这可能会变成“像卧在救护车上的乘客看到的风景般的曲折”。

## 重拍
這部電影在1997年時又再次被翻拍，導演為艾崔恩·林恩（Adrian Lyne）。

## 外部連結
- 互联网电影数据库（IMDb）上《一樹梨花壓海棠》的资料（英文）
- 香港外語電影資料網上《一樹梨花壓海棠 （页面存档备份，存于）》的資料 （繁體中文）
- 豆瓣电影上《一樹梨花壓海棠》的資料 （简体中文）
- 開眼電影網上《一樹梨花壓海棠 （页面存档备份，存于）》的資料 （繁體中文）